# Géovélocimétrie

La géovélocimétrie est la mesure des vitesses auxquelles se sont déroulés certains événements dans l'histoire des roches. Elle se sert de profils de diffusion dans des cristaux et s'applique principalement à des roches magmatiques ou métamorphiques ayant subi un certain événement à haute température, les profils de diffusion étant figés à température ambiante.

## Histoire
Le terme anglais geospeedometry est apparu pour la première fois dans la littérature en 1983. Sa traduction « géovélocimétrie », utilisée dès cette époque par les chercheurs francophones dans leurs thèses et conférences, a figuré en 2010 dans l'organigramme de la Société française de minéralogie et de cristallographie.
Cette nouvelle discipline s'est fondée sur des études thermochronologiques antérieures, axées sur l'interdiffusion du fer et du magnésium dans l'olivine,,. La géovélocimétrie s'est ensuite développée rapidement, avec la calibration expérimentale de la diffusivité des éléments dans divers minéraux.